# 華盛頓復臨大學
華盛頓復臨大學（英語：Washington Adventist University）是一所位於美國馬里蘭州蒙哥馬利郡 (馬里蘭州)塔科馬帕克的私立四年制基督復臨安息日會大學。這間大學成立於1904年。

## 歷史

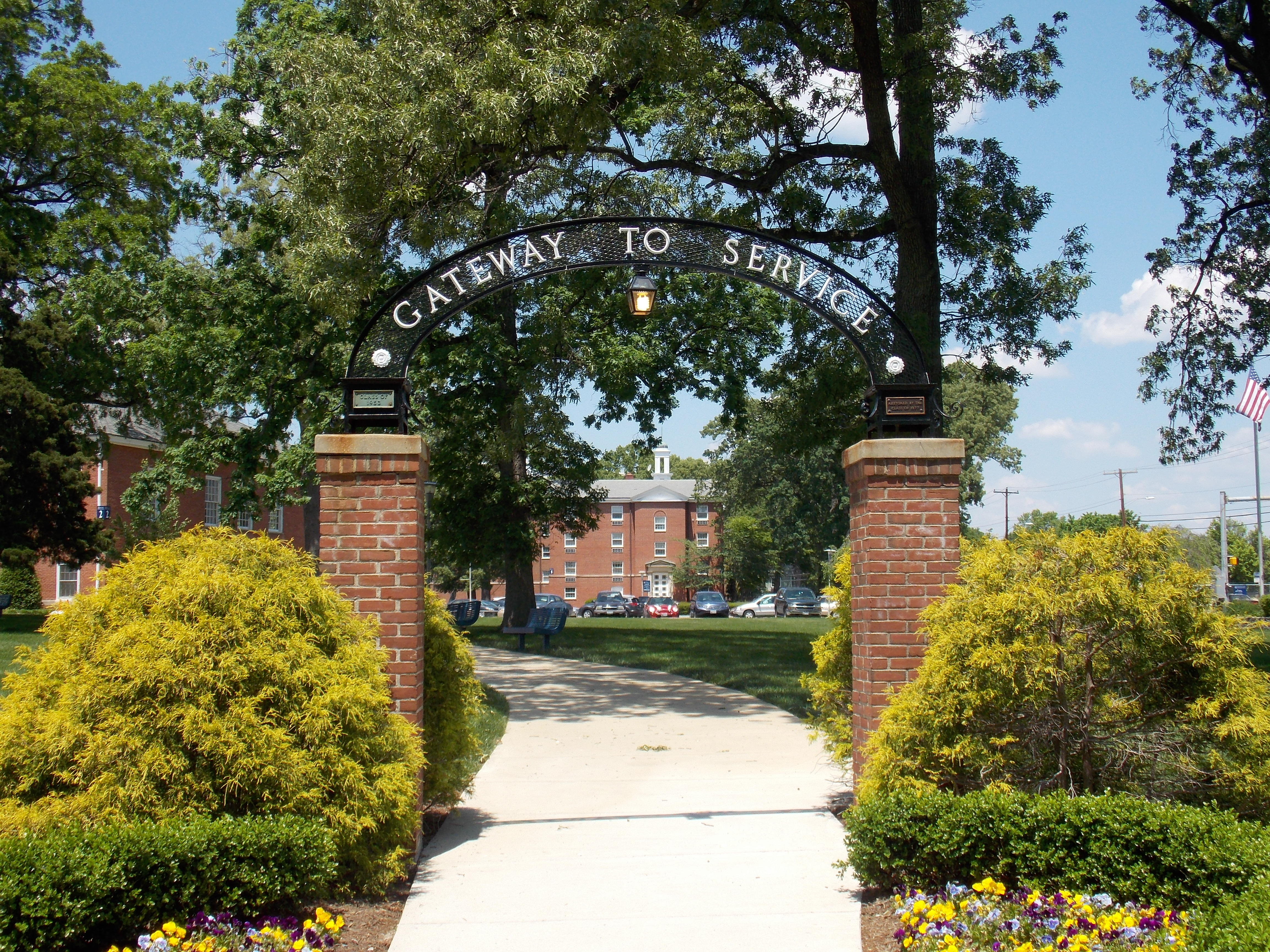
華盛頓復臨大學校門

華盛頓復臨大學是基督復臨安息日會在1904年成立的，當時名叫華盛頓訓練學院(Washington Training College)。1907年，學院更名為華盛頓外交使團神學院（Washington Foreign Mission Seminary）。1914年，學院更名華盛頓使命學院(Washington Missionary College)。1961年，學院更名為哥倫比亞聯合學院（Columbia Union College）。2009年，學院更名為華盛頓復臨大學。

## 學術
- 根據2025美國新聞與世界報導，華盛頓復臨大學在美國區域性大學北區排名第151~165名[6]。

## 校刊
華盛頓復臨大學每年定期出版一本名為途徑(Gateway)的校刊。

## 外部連結
- 華盛頓復臨大學官方網站

## 資料來源
1. ↑  U.S.News:Washington Adventist University Student Life
2. ↑  NCES：Washington Adventist University
3. ↑  2025 American Council on Education
4. ↑  U.S.Department of Education:Washington Adventist University
5. ↑  華盛頓復臨大學官方網站校史
6. ↑  U.S.News Washington Adventist University Rankings
7. ↑  issuu Washington Adventist University